# Nungesser Lake
Der Ooshkahtahkahwee Sahkaheekahn/Nungesser Lake (neuer offizieller Name seit 2012), vormals als Nungesser Lake bekannt, ist ein See im Kenora District im Westen der kanadischen Provinz Ontario.

## Lage
Der etwa 74,5 km² große und 28 km lange See liegt 50 km nördlich von Red Lake. Der Nungesser River verlässt den See am südwestlichen Ende und fließt dem vom Chukuni River durchflossenen See Little Vermilion Lake zu.

## Seefauna
Der See ist ein Ziel für Hobbyfischer. Hauptangelfische im See sind Glasaugenbarsch und Hecht.